# Begonia formosana
Begonia formosana es una especie de planta perenne perteneciente a la familia Begoniaceae. Es originaria del Este de Asia.

## Descripción
Son hierbas, con rizomas alargados, de 1,9 cm de diámetro. Tallos erectos, de 35-95 cm de altura, glabros o subglabros. Hojas basales y caulinares; estípulas caducas, ovadas a ovado muy amplia, a 2,5 × 1,8 cm, pecíolos 7-43 cm, glabras o subglabro, ovadas a ampliamente ovadas hoja, asimétricas, 9.25 × 11-29 cm, venación palmeada, 7-11-nervadas, base oblicua, cordadas, el margen irregularmente dentado, superficialmente dividido, ápice acuminado. Inflorescencias de 23 cm, subglabras; pedúnculo 6-13 mm; brácteas caducas, triangulares o anchamente ovadas, a 2,1 × 1,5 cm, grueso como el papel. Flores estaminadas: pedicelo 8-14 mm; 4 tépalos, de color blanco a rosado, glabras. Flores pistiladas: pedicelo 8-14 mm; tépalos 5 o 6 (-10), desiguales. Los frutos en cápsulas, con tres alas desiguales, ala abaxial triangular, 1-2.3 cm, alas laterales más pequeñas. Tiene un número de cromosomas de n = 60, 64 *.

## Distribución y hábitat
Se encuentra entre la vegetación en los bosques, en ambientes húmedos y sombreados, a una altitud de 700-900 metros, en Japón en las islas Ryukyu y en Taiwán.

## Taxonomía
Begonia formosana fue descrita por (Hayata) Masam. y publicado en Journal of Geobotany; or the Hokuriku Journal of Botany 9(3–4): , frontis pl. 41. 1961.
Etimología
Begonia: nombre genérico, acuñado por Charles Plumier, un referente francés en botánica, honra a Michel Bégon, un gobernador de la excolonia francesa de Haití, y fue adoptado por Linneo.
formosana: epíteto geográfico que alude a su localización en Formosa (la mayor isla de Taiwán).
Sinonimia
- Begonia formosana f. albomaculata Tang S.Liu & M.J.Lai
- Begonia laciniata var. formosana Hayata[3]